# Николо-Набережная церковь
Нико́ло-На́бережная це́рковь (или це́рковь Нико́лы Мо́крого) — православный храм Муромской епархии Русской православной церкви, находящийся в городе Муроме, Владимирской области (ул. Плеханова, 27а).
Церковь расположена на высоком берегу реки Оки. Внизу у подножия горы бьёт Никольский родник, у которого, по преданию, несколько раз являлся сам Николай Чудотворец. Рядом, в овраге, находится часовня в честь иконы Божией Матери «Живоносный источник».

## История

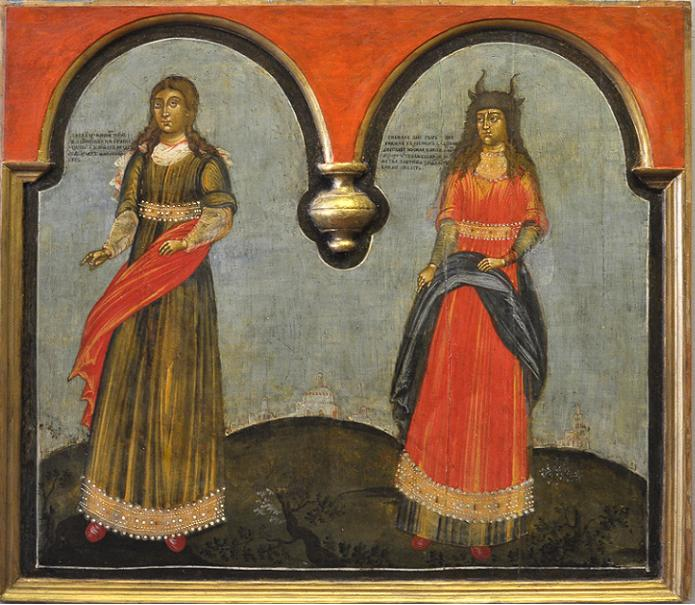
Сивиллы Персика и Тибуртина (1715)

Церковь впервые упомянута в источниках второй половины XVI века: «В Муроме на посаде за городом государя и царя и великого князя двор против Николы Мокрого…». Строительство церкви во имя св. Николая Чудотворца, ещё деревянной, предание приписывает Ивану Грозному, который побывал в Муроме накануне похода на Казань.
В XVI веке храм имел два придела: мученика Феодора Стратилата и святых Косьмы и Дамиана. Рядом стояла деревянная церковь преподобных Зосимы и Савватия Соловецких. Упоминание о Николо-Набережной церкви содержится и в Писцовой книге г. Мурома 1636/1837 гг., где церкви названы «строением государевым».
В 1700 году началось строительство каменного Никольского храма. Его возводил московский священник Дмитрий Христофоров в память о своём отце — священнике Никольской церкви протоиерее Христофоре. В 1707 году была получена благословенная грамота на строительство, и в 1714 году в новопостроенной церкви уже установлен иконостас. В 1717 году для храма Николы Набережного знаменитый муромский иконописец Александр Казанцев исполнил изображения двенадцати сивилл — пророчиц, якобы предсказавших рождение Иисуса Христа. В 1717 году храм был освящён.
В 1803 году к храму была пристроена трапезная с приделом Сошествия Святого Духа. В 1847 году появился новый придел в честь священномученика Власия — покровителя животных, так как в числе храмоздателей были купцы Суздальцевы-Ушаковы, занимавшиеся торговлей скотом.
Церковь была закрыта в 1940 году. В 1950—1960-х годах в храме размещалась птицефабрика. В конце 1960-х годов Николо-Набережную церковь передали городскому музею, который предполагал создать в ней экспозицию, посвященную реке Оке и выставку деревянной скульптуры (на тот период вся коллекция хранилась в храме). В последующие годы храм пустовал.
В 1991 году церковь была передана Владимиро-Суздальской епархии Русской православной церкви для возобновления в ней богослужебной жизни. 9 июля 1993 года в храм были перенесены мощи св. праведной Иулиании Лазаревской, ставшие главной святыней храма.
До революции в церкви находилась икона XIV века, почитаемая в городе чудотворной — образ Николая-чудотворца. Теперь он принадлежит Муромскому музею.

## Архитектурные особенности
Никольский храм представляет собой пример местной интерпретации «московского барокко». Это направление отразилось прежде всего в декоре храма, тогда как сам тип пятиглавой постройки вполне традиционен. Необычно лишь завершение колокольни — не шатровое, а купольное, с круглыми окнами.
За всё время своего существования храм не подвергался перестройкам из-за бедности прихода. Резной иконостас церкви сохранялся в первозданном виде вплоть до 1960-х годов.

## Церковь в народной традиции
Церковь Николая Чудотворца поставлена в соответствии с древней традицией строить Никольские храмы у воды, поскольку свт. Николай Чудотворец почитался в народе как спаситель утопающих, покровитель плавающих и путешествующих.
В период весеннего паводка, когда воды разлившейся Оки подступают к самому холму, на котором стоит храм, муромляне говорят: «У Николы ноги мокрые».